# Andrzej Zawadzki (lekarz)
Andrzej Zawadzki (ur. 6 kwietnia 1942 w Warszawie, zm. 16 października 2022) – polski lekarz anestezjolog, dr 
hab.

## Życiorys

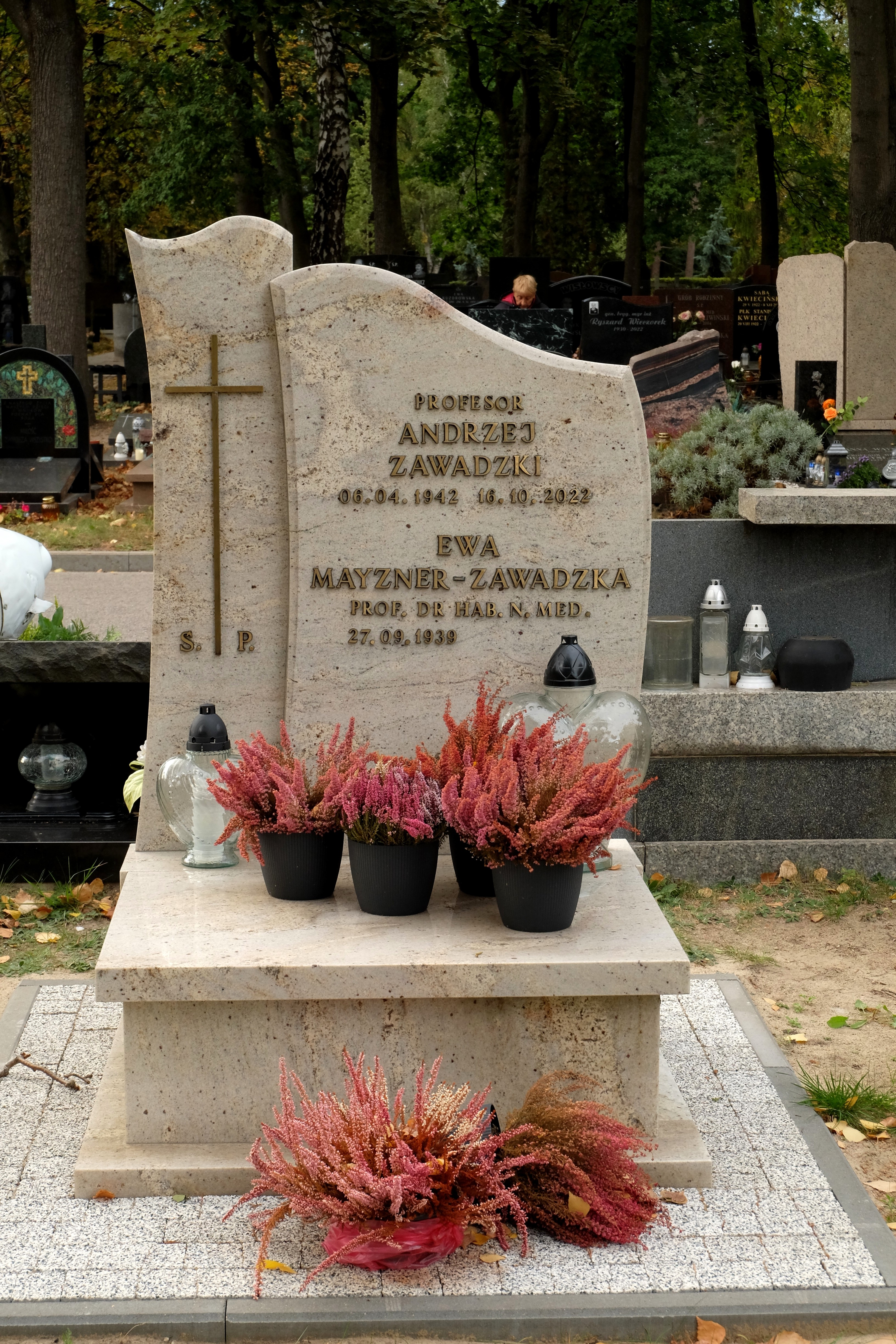
Grób prof. Andrzeja Zawadzkiego na Cmentarzu Wojskowym na Powązkach w Warszawie

W 1967 ukończył studia w Akademii Medycznej w Warszawie. W latach 1965–1979 pracował w I Klinice Chirurgicznej AM. W 1972 obronił pracę doktorską. W latach 1979–1994 był ordynatorem Oddziału Anestezjologii i Intensywnej Terapii Szpitala Bródnowskiego. 28 czerwca 1993 habilitował się na podstawie pracy zatytułowanej Modyfikacja własna znieczulenia przewodowego splotu szyjnego głębokiego i powierzchniowego do operacji zwężeń tętnicy szyjnej wewnętrznej. W latach 1994–1998 kierował Zakładem Anestezjologii Instytucie Gruźlicy i Chorób Płuc, w latach 1998-2001 był dyrektorem ds. klinicznych Szpitala Dzieciątka Jezus. W 2001 został kierownikiem Zakładu Medycyny Ratunkowej AM w Warszawie.
Pracował też jako profesor uczelni w Katedrze Ratownictwa Medycznego Szkoły Zdrowia Publicznego Uniwersytetu Warmińsko-Mazurskiego w Olsztynie oraz profesor nadzwyczajny w Zakładzie Ratownictwa Medycznego na Wydziale Nauk Medycznych Uniwersytetu Warmińsko-Mazurskiego w Olsztynie i w Wyższej Szkole Rehabilitacji w Warszawie. Był kierownikiem w Zakładzie Ratownictwa Medycznego na Wydziale Nauk o Zdrowiu Uniwersytetu Warmińsko-Mazurskiego w Olsztynie.
Jego żoną była Ewa Mayzner-Zawadzka.